# Parafia Zwiastowania Najświętszej Maryi Panny w Klewaniu

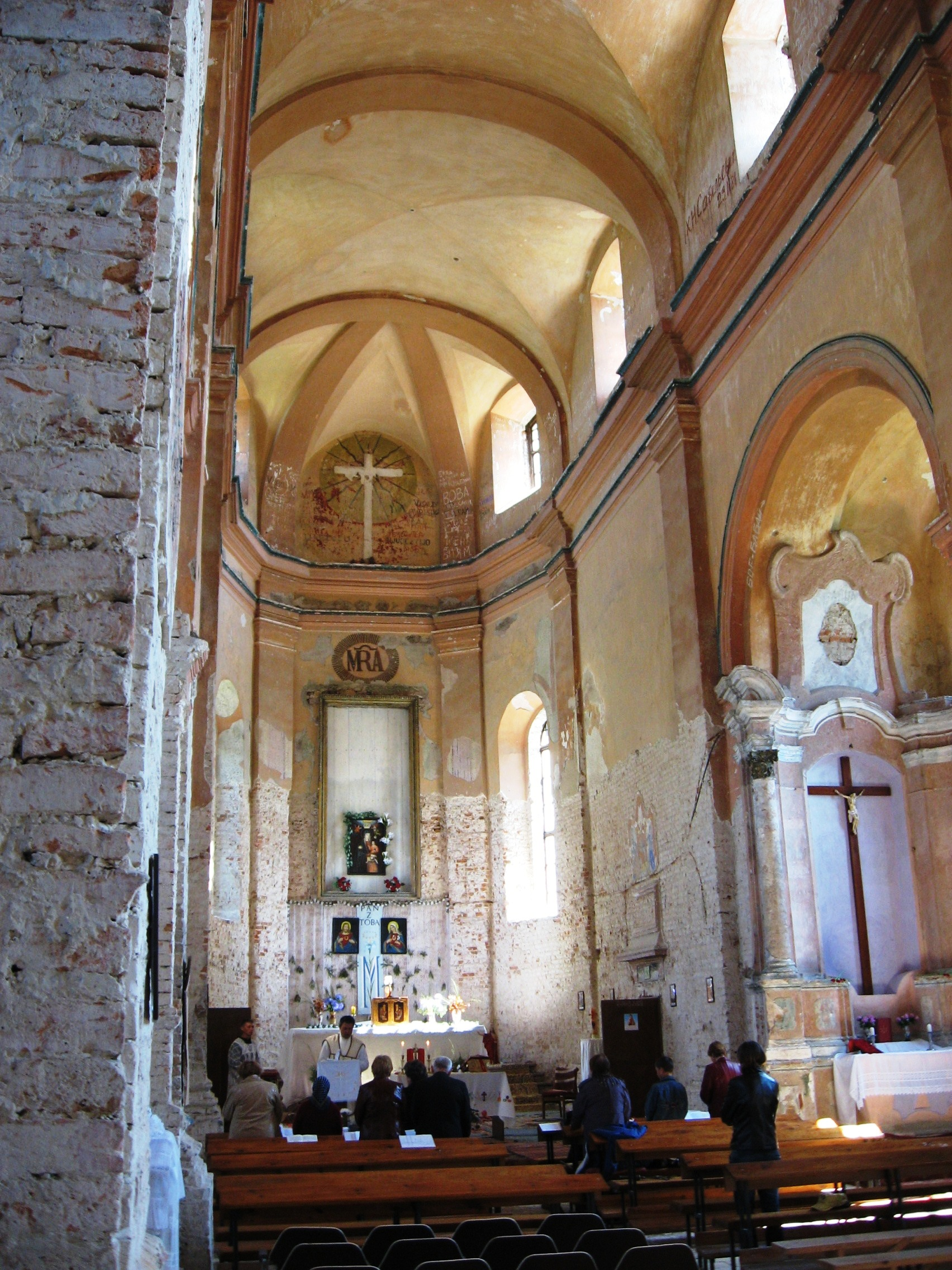
Główna nawa kościoła Zwiastowania NMP

Parafia Zwiastowania Najświętszej Maryi Panny w Klewaniu – parafia rzymskokatolicka w Klewaniu, należy do dekanatu Równe w diecezji łuckiej. Od 21 września 2004 r. proboszczem parafii jest ks. Jerzy Pohnerybka. 

## Kler parafialny

### Proboszczowie
- ks. Antoni Andruszczyszyn - od 1991 do 1992
- ks. Witold Józef Kowalów - od 1992 do 1995
- ks. Andrzej Ścisłowicz - od 1995 do 2004
- ks. Jerzy Pohnerybka - od 2004

### Wikariusze
- ks. Marcin Strachanowski - od 1993 do 1994
- ks. Andrzej Ścisłowicz - od 1994 do 1995
- ks. Jerzy Pohnerybka - od 2003 do 2004